# Robert Solomon (Tänzer)

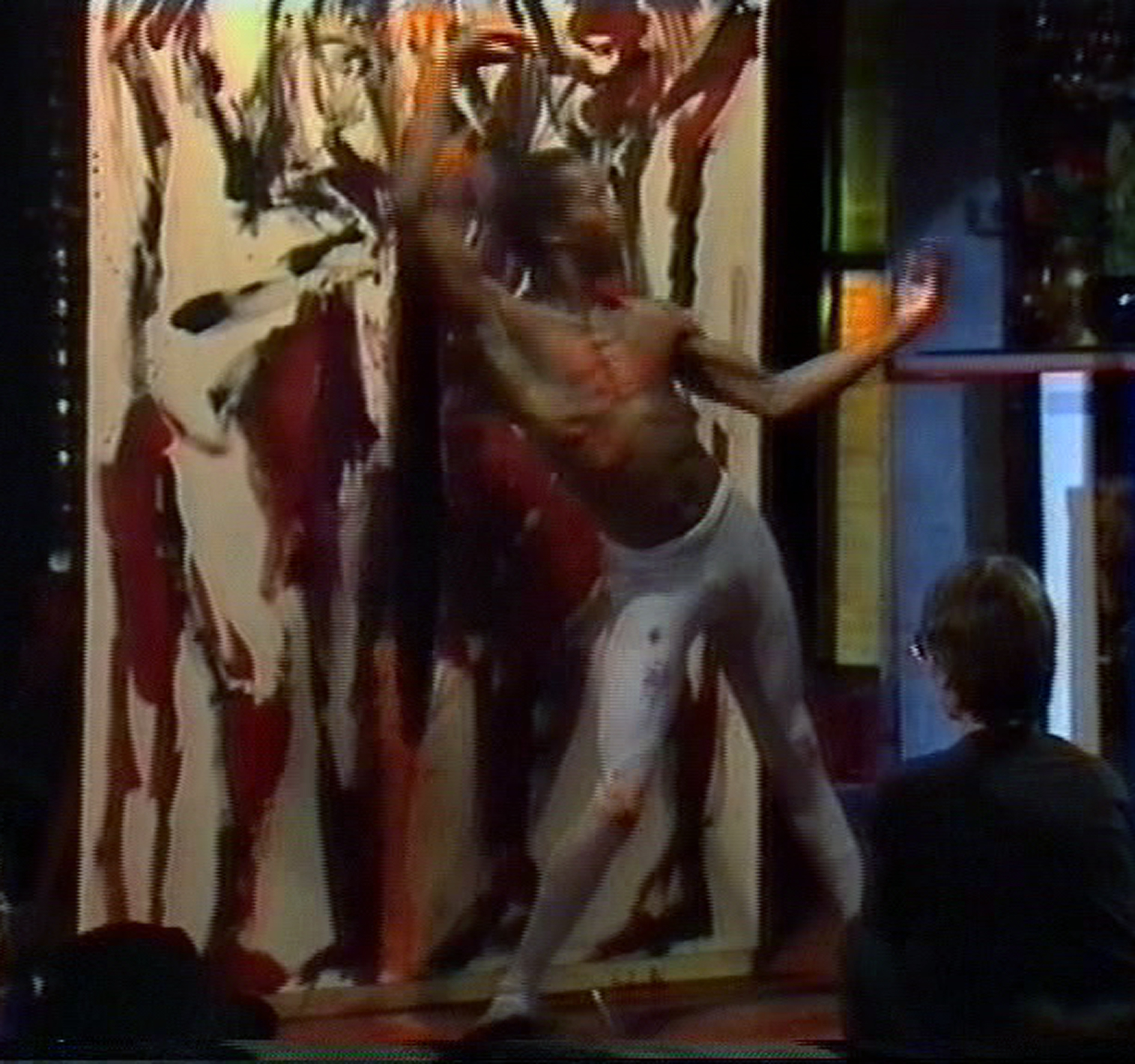
Robert Solomon vor der Prozessmalerei Trias von Barbara Heinisch im Rahmen der literarischen Revue lyrics von Joachim Dennhardt, Aufnahme aus der gleichnamigen WDR-Sendung, Düsseldorf 1988

Robert Solomon (* um 1946 in New York City) ist ein US-amerikanischer Tänzer, Choreograf und Tanzpädagoge.

## Leben
Solomon wuchs im New Yorker Stadtteil Bronx auf und studierte zunächst am New York City College of Technology Architektur und Baukonstruktion. Ab 1965, im Alter von 19 Jahren, ließ er sich bei Murray Louis (1926–2016) und Alwin Nikolais in New York City im Tanz unterrichten. An dessen Nikolais Dance Theatre in New York City begann er 1968 seine tänzerische Berufslaufbahn, nachdem er nach seiner Ausbildung eine Weile mit einer Truppe durch die Vereinigten Staaten gezogen war. Ab 1971 arbeitete er als Lehrer an der London School of Contemporary Dance. Pina Bausch, die er in London getroffen hatte, lud ihn ein, als Dozent für Improvisation und Choreografie an die Folkwang Hochschule nach Essen-Werden zu kommen. Dort unterrichtete er zwei Jahre Modern Dance. 1975 gehörte er durch seinen Kontakt zu dem Unternehmer Uli Hoffmann in Düsseldorf zu den ersten Tanzlehrern des Projekts Die Werkstatt, des Vorläufers des Tanzhauses NRW. Unter der Bezeichnung Robert Solomon Dance Theatre scharte er dort bereits ein Tanzensemble um sich. 1983 gründete er das Jazz-Tanz-Theater am Fürstenwall in Düsseldorf und arbeitete dort bis 1997 mit seinem Ensemble. Später wurde er künstlerischer Leiter des Berliner Studios Placement.
Solomon wirkte als Tänzer, Choreograf und Tanzpädagoge für Modern Dance und bildete in seiner Schule und in auswärtigen Workshops zahlreiche Schüler im professionellen Bühnentanz aus. Interdisziplinär arbeitete er auch mit anderen Künstlern zusammen, etwa mit der Prozess-Malerin Barbara Heinisch, der Musikerin Heike Röllig und dem Chemiker und Maler Jürgen Brickmann.